# Southampton FC 0–9 Leicester City FC
Southampton FC 0–9 Leicester City FC – Mecz Premier League 2019–2020 pomiędzy Southampton i Leicester City na stadionie St Mary’s w Southampton, który odbył się w piątek 25 października 2019 roku. Leicester wygrało mecz 9–0, co wyrównało zwycięstwo Manchesteru United 9–0 nad Ipswich Town w 1995 roku i było najwyższym zwycięstwem w historii rozgrywek. Wynik ten ustanowił także nowy rekord największego wyjazdowego zwycięstwa w historii angielskiej najwyższej klasy rozgrywkowej.
Piętnaście miesięcy później, 2 lutego 2021 roku, Southampton ponownie przegrało 9:0, tym razem z Manchesterem United. Przegrana z United w 2021 roku uczyniła z Southampton pierwszą drużynę, która poniosła taką porażkę dwukrotnie, nie mówiąc już o dwóch kolejnych sezonach.

## Tło meczowe
Leicester rozpoczęło mecz, zajmując trzecią pozycję w tabeli Premier League, mając tyle samo punktów co Chelsea (17), ale prowadząc różnicą bramek. Southampton zajmowało 17. miejsce, mając tyle samo punktów co Newcastle United, ale wyprzedzając je różnicą bramek.

## Mecz

### Streszczenie
Ben Chilwell otworzył wynik spotkania w 10. minucie. Ryan Bertrand z Southampton został wyrzucony z boiska za faul w trakcie kontry przeciwników, co dwie minuty później potwierdził asystent sędziego (VAR). Leicester prowadziło 3-0 w 19. minucie dzięki bramkom Youriego Tielemansa i Ayoze Péreza. Pérez strzelił czwartą bramkę w 39. minucie, a tuż przed przerwą Jamie Vardy strzelił gola, dzięki czemu Leicester schodziło na przerwę z prowadzeniem 5–0. Pérez skompletował hat-tricka w 57. minucie, Vardy strzelił drugiego gola, a Leicester minutę później siódmego. James Maddison wykorzystał rzut wolny w 85. minucie, a następnie Jamie Vardy skompletował hat-tricka, strzelając gola z rzutu karnego w czwartej minucie doliczonego czasu gry. Po wykonaniu rzutu karnego zabrzmiał gwizdek końcowy. To był dopiero drugi raz w historii Premier League, kiedy dwóch zawodników zdobyło hat-tricka dla jednej drużyny w tym samym meczu. Ostatnio miało to miejsce w wygranym 6–1 meczu Arsenalu z Southampton 7 maja 2003 roku, kiedy to Jermaine Pennant i Robert Pires zdobyli po trzy gole.

### Szczegóły meczu
| Southampton | Leicester City |

| BR                 | 28 | Angus Gunn                |  |  |
| OB                 | 35 | Jan Bednarek              |  |  |
| OB                 | 3  | Maya Yoshida              |  |  |
| OB                 | 4  | Jannik Vestergaard        |  |  |
| OB                 | 43 | Yan Valery                |  |  |
| PO                 | 16 | James Ward-Prowse         |  |  |
| PO                 | 14 | Oriol Romeu               |  |  |
| PO                 | 23 | Pierre-Emile Højbjerg (c) |  |  |
| OB                 | 21 | Ryan Bertrand             |  |  |
| NA                 | 9  | Danny Ings                |  |  |
| NA                 | 22 | Nathan Redmond            |  |  |
| Ławka rezerwowych: |    |                           |  |  |
| BR                 | 1  | Alex McCarthy             |  |  |
| OB                 | 5  | Jack Stephens             |  |  |
| OB                 | 38 | Kevin Danso               |  |  |
| PO                 | 17 | Stuart Armstrong          |  |  |
| PO                 | 19 | Sofiane Boufal            |  |  |
| NA                 | 7  | Shane Long                |  |  |
| NA                 | 10 | Ché Adams                 |  |  |
| Trener:            |    |                           |  |  |
| Ralph Hasenhüttl   |    |                           |  |  |

| BR                 | 1  | Kasper Schmeichel (c) |  |  |
| OB                 | 21 | Ricardo Pereira       |  |  |
| OB                 | 6  | Jonny Evans           |  |  |
| OB                 | 4  | Çağlar Söyüncü        |  |  |
| OB                 | 3  | Ben Chilwell          |  |  |
| PO                 | 25 | Wilfred Ndidi         |  |  |
| PO                 | 17 | Ayoze Pérez           |  |  |
| PO                 | 8  | Youri Tielemans       |  |  |
| PO                 | 10 | James Maddison        |  |  |
| PO                 | 15 | Harvey Barnes         |  |  |
| NA                 | 9  | Jamie Vardy           |  |  |
| Ławka rezerwowych: |    |                       |  |  |
| BR                 | 12 | Danny Ward            |  |  |
| OB                 | 2  | James Justin          |  |  |
| OB                 | 5  | Wes Morgan            |  |  |
| PO                 | 7  | Demarai Gray          |  |  |
| PO                 | 11 | Marc Albrighton       |  |  |
| PO                 | 20 | Hamza Choudhury       |  |  |
| PO                 | 26 | Dennis Praet          |  |  |
| Trener:            |    |                       |  |  |
| Brendan Rodgers    |    |                       |  |  |

| Zawodnik meczu: Jamie Vardy (Leicester City) Sędziowie asystenci: Scott Ledger Simon Long Sędzia nr.4: Andrew Madley Sędzia VAR: Mike Dean Asystent sędziego VAR: Andy Halliday | Zasady meczu - 90 minut - Bez dogrywki i konkursu rzutów karnych - Siedem zawodników na ławce rezerwowych - Maksymalnie trzy zamiany |

### Statystyki
| Statystyki             | Southampton | Leicester City |
| ---------------------- | ----------- | -------------- |
| Strzelone bramki       | 0           | 9              |
| Łączna liczba strzałów | 6           | 25             |
| Strzały celne          | 3           | 15             |
| Posiadanie piłki       | 27%         | 73%            |
| Rzuty rożne            | 2           | 7              |
| Faule                  | 3           | 12             |
| Żółte kartki           | 0           | 0              |
| Czerwone kartki        | 1           | 0              |

## Po meczu

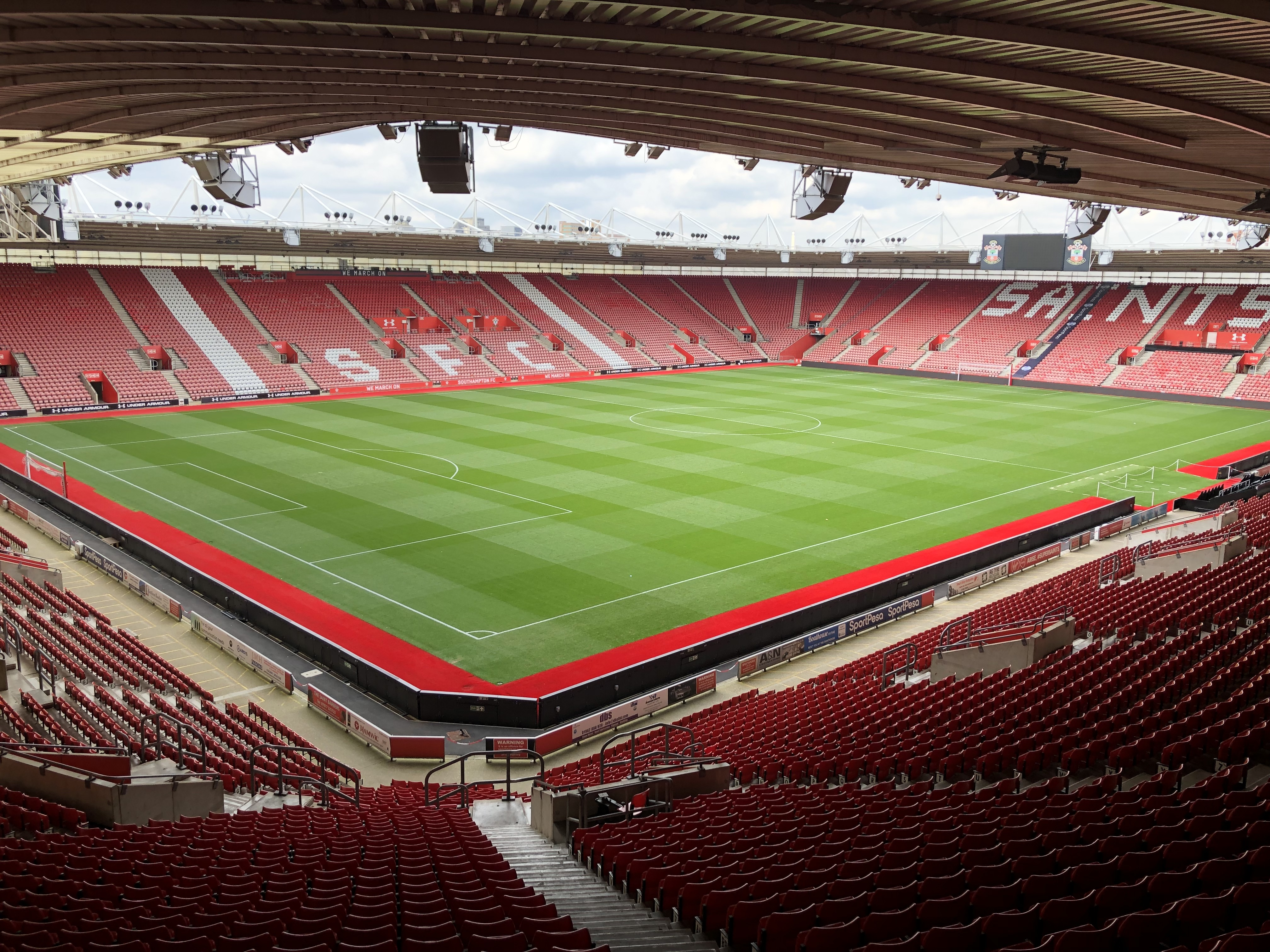
Mecz został rozegrany na stadionie St Mary’s w Southampton.

Leicester awansował na drugą pozycję w tabeli Premier League, natomiast Southampton spadło na 18. miejsce. W związku z tym, iż mecz odbył się dwa dni przed pierwszą rocznicą katastrofy helikoptera w Leicester w 2018 roku, kilku graczy zadedykowało zwycięstwo swojemu zmarłemu właścicielowi, Vichai Srivaddhanaprabha, który zginął w tym wypadku. Piłkarze i trenerzy Southampton przekazali później swoje pensje za dzień meczu na rzecz prowadzonej przez klub organizacji charytatywnej Saints Foundation.
Później w tym samym sezonie obie drużyny zagrały ze sobą ponownie w meczu rewanżowym na King Power Stadium w styczniu 2020 roku. Southampton wygrało ten mecz 2–1.